# استاک‌ول (ایندیانا)
استاک‌ول (به انگلیسی: Stockwell) یک منطقهٔ مسکونی در ایالات متحده آمریکا است که در شهرستان تیپکانو، ایندیانا واقع شده‌است. استاک‌ول ۲۳۵٫۰ متر بالاتر از سطح دریا واقع شده‌است.